# Zigarrenmacherdenkmal (Achim)

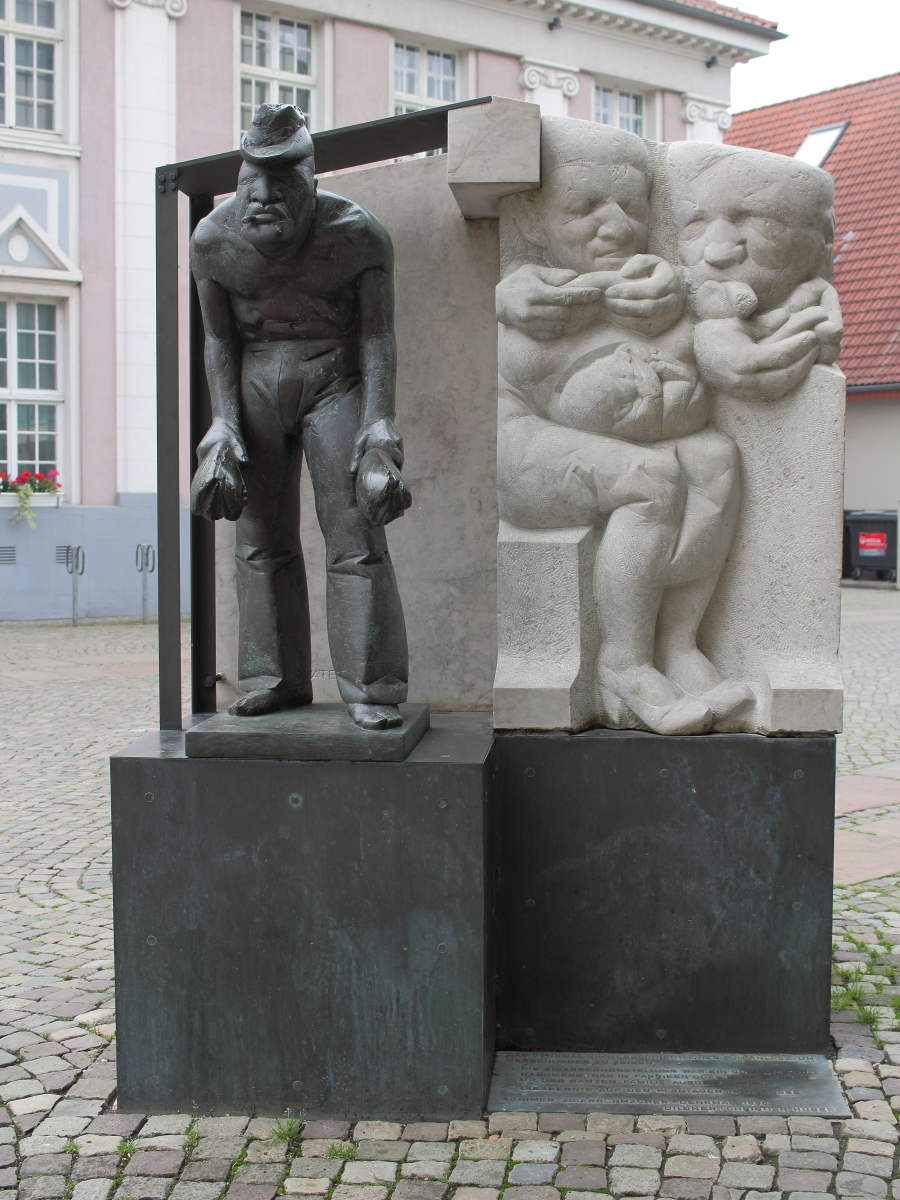

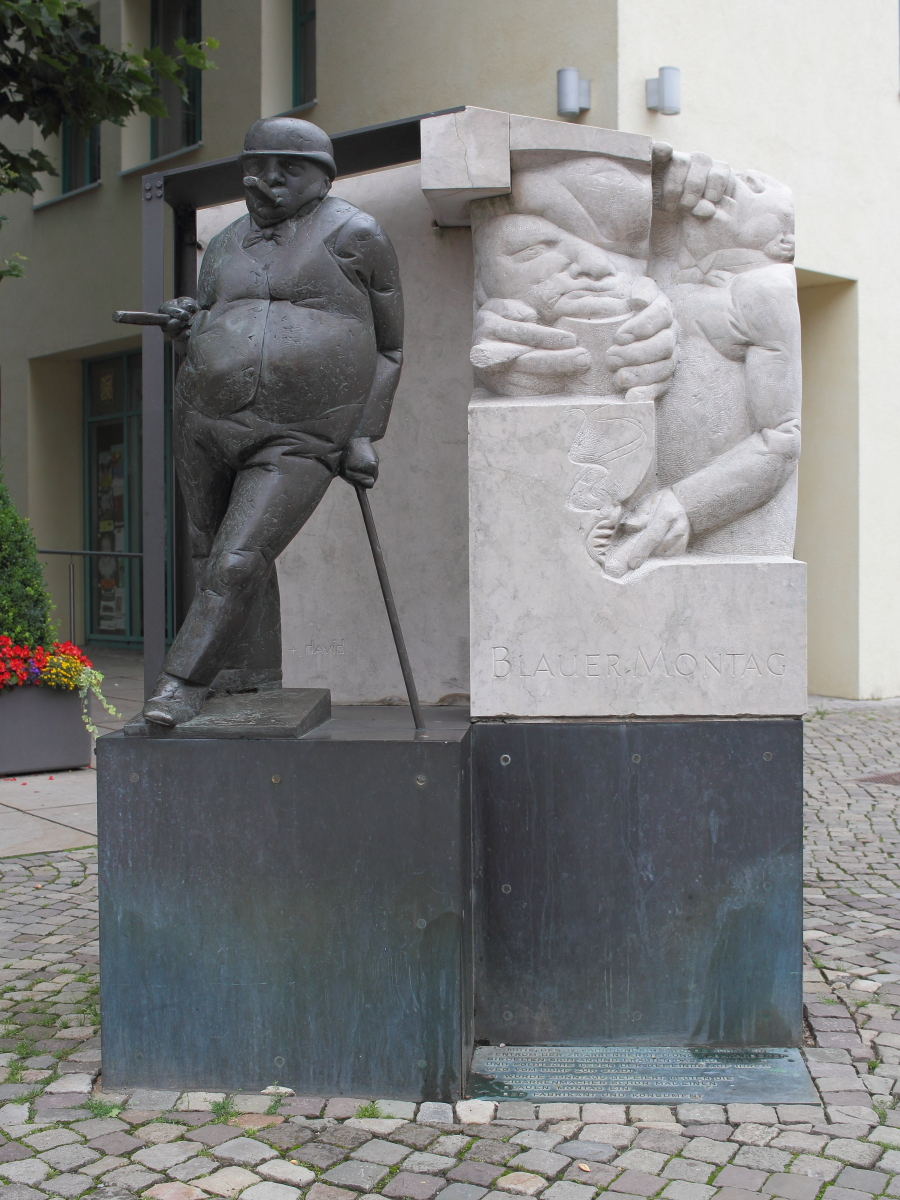

Das Zigarrenmacherdenkmal ist ein Denkmal auf dem Platz vor dem Rathaus in der Stadt Achim. Das 1996 enthüllte Denkmal erinnert an die Hochzeit der Zigarrenherstellung in Achim ab 1833.
1994 wurde durch die Stadt Achim ein Bildhauerwettbewerb für ein Denkmal ausgeschrieben, das an die Zigarrenindustrie der Stadt erinnern sollte. Den ersten Preis des Wettbewerbs erhielt der Bremer Bildhauer Christian Huba.
Neben dem Denkmal der Zigarrenmacher gibt es in der Stadt ein weiteres Denkmal, das an jene Zeit erinnern soll, das „Zigarren-Vorleser-Denkmal“. Die Stadtverwaltung benennt das Denkmal als eine der „Sehenswürdigkeiten“ der Stadt. Zum gleichen Thema gibt es Denkmale u. a. auch in Bremen und Bünde.

## Beschreibung des Denkmals
Die vierteilige Komposition aus Bronzefiguren und Marmorreliefs hat die Geschichte der Zigarrenmacher zum Inhalt. Das Werk zeigt ein Haus als Sinnbild der Stadt Achim. In vier Teilbildwerken ist die Zigarrenherstellung in ihrer wirtschaftlichen aber auch sozialen Relevanz abgebildet, wobei zwei Marmorreliefs die Ortsgeschichte thematisieren, während die beiden Bronzefiguren den Plantagenarbeiter in Übersee und den Endverbraucher darstellen. Die vier Einzelteile sind auf einem gemeinsamen, mit Messingblech verkleideten Sockel sinngemäß angeordnet. Die Maße betragen 1,70 m × 1,70 m × 2,30 m. Der Marmor stammt von den Untersberger Steinbrüchen in Salzburg. Die Bronzefiguren wurden von der Kunstgießerei Rieke in Worpswede gegossen.